# Indian Premier League 2012
Die Indian Premier League 2012 war die fünfte Saison des im Twenty20-Format ausgetragenen Wettbewerbes für indische Cricket-Teams und fand zwischen dem 4. April und 27. Mai 2012 statt. Nachdem das Franchise der Kochi Tuskers Karela aus finanziellen Gründen ausgeschlossen wurde, wurde die Saison mit neun Mannschaften bestritten. Eröffnungsspiel und das Finale wurden im M. A. Chidambaram Stadium in Chennai ausgetragen. Im Endspiel konnten sich die Kolkata Knight Riders gegen die Chennai Super Kings mit 5 Wickets durchsetzen.

## Teilnehmer
Die neun teilnehmenden Franchises aus Indien sind:
- Chennai Super Kings
- Deccan Chargers
- Delhi Daredevils
- Kolkata Knight Riders
- Kings XI Punjab
- Mumbai Indians
- Rajasthan Royals
- Royal Challengers Bangalore
- Pune Warriors India

## Austragungsorte
| Stadt         | Stadion                                      | Kapazität | Heimmannschaft         |
| ------------- | -------------------------------------------- | --------- | ---------------------- |
| Bangalore     | M. Chinnaswamy Stadium                       | 45.000    | Royal Chall. Bangalore |
| Chennai       | M. A. Chidambaram Stadium                    | 50.000    | Chennai Super Kings    |
| Delhi         | Feroz Shah Kotla Ground                      | 48.000    | Delhi Daredevils       |
| Dharamsala    | HPCA Stadium                                 | 23.000    | Kings XI Punjab        |
| Hyderabad     | Rajiv Gandhi International Cricket Stadium   | 40.000    | Deccan Chargers        |
| Jaipur        | Sawai Mansingh Stadium                       | 30.000    | Rajasthan Royals       |
| Kalkutta      | Eden Gardens                                 | 65.000    | Kolkata Knight Riders  |
| Mohali        | Punjab Cricket Association IS Bindra Stadium | 30.000    | Kings XI Punjab        |
| Mumbai        | Wankhede Stadium                             | 33.000    | Mumbai Indians         |
| Pune          | Subrata Roy Sahara Stadium                   | 55.000    | Pune Warriors          |
| Visakhapatnam | ACA-VDCA Stadium                             | 25.000    | Pune Warriors          |

## Spielerauktion
Am 4. Februar 2012 fand die Spielerauktion der Saison statt. Dabei wurden 140 Spieler den Franchises angeboten, die dann oberhalb eines individuell festgesetzten Mindestbetrages ihr Gebot abgeben konnten. Neben Spielern die neu in die IPL aufgenommen werden wollten, wurden auch die Spieler des ausgeschlossenen Teams der Kochi Tuskers Karela angeboten. Die Gebote wurden vor dem Hintergrund der parallel zur Saison stattfindenden Serien der Nationalmannschaften abgegeben, so dass die daran beteiligten Spieler kaum gewählt wurden. Dieses betraf vor allem englische und westindische Nationalspieler. Das höchste Gebot erhielt Ravindra Jadeja, der mit der möglichen Höchstsumme von zwei Millionen Dollar sowohl von den Chennai Super Kings als auch den Deccan Chargers ersteigert wurde. In einem Tiebreaker ging er anschließend nach Chennai. Weitere Gebote über eine Million Dollar gab es für Mahela Jayawardene, von den Delhi Daredevils für 1,4 Millionen, und Vinar Kumar, von den Royal Challengers Bangalore für eine Million.

## Format
Das Turnier unterteilt sich in zwei Phasen. In der Vorrunde tritt jede Mannschaft gegen jede andere in einem Heim- und einem Auswärtsspiel an, was zu 72 Vorrundenspielen führt. Dabei gibt es für einen Sieg zwei, für eine Niederlage keine Punkte. Sollte kein Resultat festgestellt werden können, bekommen beide Teams jeweils einen Punkt. Bei einem Unentschieden nach der regulären Zahl der Over wird zur Entscheidung ein Super Over durchgeführt. Die Playoffs werden im Page-Playoff-System ausgetragen. Dabei treten in einer ersten Runde der Vorrundenerste gegen den -zweiten und der Vorrundendritte gegen den -vierten an. Der Sieger des ersten Spieles ist fürs Finale direkt qualifiziert. Der Verlierer tritt gegen den Sieger des zweiten Spieles an, dessen Sieger sich wiederum für das Finale qualifiziert.

## Resultate

### Tabelle
| Teams (Stand: 20. Mai 2012) | Sp. | S  | N  | NR | P  | NRR    |
| --------------------------- | --- | -- | -- | -- | -- | ------ |
| Delhi Daredevils            | 16  | 11 | 5  | 0  | 22 | +0.617 |
| Kolkata Knight Riders       | 16  | 10 | 5  | 1  | 21 | +0.561 |
| Mumbai Indians              | 16  | 10 | 6  | 0  | 20 | −0.100 |
| Chennai Super Kings         | 16  | 8  | 7  | 1  | 17 | +0.100 |
| Royal Chall. Bangalore      | 16  | 8  | 7  | 1  | 17 | −0.022 |
| Kings XI Punjab             | 16  | 8  | 8  | 0  | 16 | −0.216 |
| Rajasthan Royals            | 16  | 7  | 9  | 0  | 14 | +0.201 |
| Deccan Chargers             | 16  | 4  | 11 | 1  | 9  | −0.509 |
| Pune Warriors               | 16  | 4  | 12 | 0  | 8  | −0.509 |

| Qualifiziert fürs Halbfinale |
| ---------------------------- |

### Übersicht
|                        | Chennai Super Kings | Deccan Chargers     | Delhi Daredevils  | Kings XI Punjab   | Kolkata Knight Riders | Mumbai Indians    | Rajasthan Royals  | Royal Challengers Bangalore | Pune Warriors       |
| Chennai Super Kings    |                     | Chennai 10 Runs     | Chennai 9 Wickets | Punjab 7 Runs     | Kolkata 5 Wickets     | Mumbai 8 Wickets  | Chennai 7 Wickets | Chennai 5 Wickets           | Chennai 13 Runs     |
| Deccan Chargers        | Chennai 74 Runs     |                     | Delhi 9 Wickets   | Punjab 25 Runs    | Kolkata 5 Wickets     | Mumbai 5 Wickets  | Deccan 5 Wickets  | Deccan 9 Runs               | Deccan 13 Runs      |
| Delhi Daredevils       | Delhi 8 Wickets     | Delhi 5 Wickets     |                   | Delhi 5 Wickets   | Kolkata 6 Wickets     | Delhi 37 Runs     | Delhi 1 Run       | Bangalore 21 Runs           | Pune 20 Runs        |
| Kings XI Punjab        | Chennai 6 Wickets   | Punjab 4 Wickets    | Delhi 6 Wickets   |                   | Kolkata 8 Wickets     | Mumbai 4 Wickets  | Rajasthan 43 Runs | Bangalore 5 Wickets         | Punjab 7 Wickets    |
| Kolkata Knight Riders  | Chennai 5 Wickets   | No Result           | Delhi 8 Wickets   | Punjab 2 Runs     |                       | Mumbai 27 Runs    | Kolkata 5 Wickets | Kolkata 47 Runs             | Kolkata 7 Runs      |
| Mumbai Indians         | Mumbai 2 Wickets    | Mumbai 5 Wickets    | Delhi 7 Wickets   | Punjab 6 Wickets  | Kolkata 32 Runs       |                   | Mumbai 27 Runs    | Bangalore 9 Wickets         | Pune 28 Runs        |
| Rajasthan Royals       | Chennai 4 Wickets   | Rajasthan 5 Wickets | Delhi 6 Wickets   | Rajasthan 31 Runs | Rajasthan 22 Runs     | Mumbai 10 Wickets |                   | Bangalore 46 Runs           | Rajasthan 45 Runs   |
| Royal Chall. Bangalore | No Result           | Bangalore 5 Wickets | Bangalore 20 Runs | Punjab 4 Wickets  | Kolkata 42 Runs       | Mumbai 5 Wickets  | Rajasthan 59 Runs |                             | Bangalore 6 Wickets |
| Pune Warriors          | Pune 7 Wickets      | Deccan 18 Runs      | Delhi 8 Wickets   | Pune 22 Runs      | Kolkata 34 Runs       | Mumbai 1 Run      | Royals 7 Wickets  | Bangalore 35 Runs           |                     |
| ---------------------- | ------------------- | ------------------- | ----------------- | ----------------- | --------------------- | ----------------- | ----------------- | --------------------------- | ------------------- |

| Heimsieg | Auswärtssieg | Ohne Wertung |
| -------- | ------------ | ------------ |

## Spiele

### Gruppenphase
| 4. April Scorecard | Chennai | Chennai Super Kings 112 (19.5)       | – | Mumbai Indians 115-2 (16.5) |
|                    |         | Mumbai Indians gewinnt mit 8 Wickets |   |                             |

| 5. April Scorecard | Kalkutta | Kolkata Knight Riders 97-9 (12/12)     | – | Delhi Daredevils 100-2 (11.1/12) |
|                    |          | Delhi Daredevils gewinnt mit 8 Wickets |   |                                  |

| 6. April Scorecard | Mumbai | Pune Warriors 129-9 (20)          | – | Mumbai Indians 101-9 (20) |
|                    |        | Pune Warriors gewinnt mit 28 Runs |   |                           |

| 6. April Scorecard | Jaipur | Rajasthan Royals 191-4 (20)          | – | Kings XI Punjab 160-9 (20) |
|                    |        | Rajasthan Royals gewinnt mit 31 Runs |   |                            |

| 7. April Scorecard | Bangalore | Royal Chall. Bangalore 157-8 (20)               | – | Delhi Daredevils 137-7 (20) |
|                    |           | Royal Challengers Bangalore gewinnt mit 20 Runs |   |                             |

| 7. April Scorecard | Visakhapatnam | Chennai Super Kings 193-6 (20)          | – | Deccan Chargers 119 (17.1) |
|                    |               | Chennai Super Kings gewinnt mit 74 Runs |   |                            |

| 8. April Scorecard | Jaipur | Rajasthan Royals 164-5 (20)          | – | Kolkata Knight Riders 142 (20) |
|                    |        | Rajasthan Royals gewinnt mit 22 Runs |   |                                |

| 8. April Scorecard | Pune | Pune Warriors 166-6 (20)          | – | Kings XI Punjab 144-8 (20) |
|                    |      | Pune Warriors gewinnt mit 22 Runs |   |                            |

| 9. April Scorecard | Visakhapatnam | Deccan Chargers 138-9 (20)           | – | Mumbai Indians 142-5 (20) |
|                    |               | Mumbai Indians gewinnt mit 5 Wickets |   |                           |

| 10. April Scorecard | Bangalore | Kolkata Knight Riders 165-8 (20)          | – | Royal Chall. Bangalore 123-9 (20) |
|                     |           | Kolkata Knight Riders gewinnt mit 42 Runs |   |                                   |

| 10. April Scorecard | Delhi | Chennai Super Kings 110-8 (20)         | – | Delhi Daredevils 111-2 (13.2) |
|                     |       | Delhi Daredevils gewinnt mit 8 Wickets |   |                               |

| 11. April Scorecard | Mumbai | Mumbai Indians 197-6 (20)          | – | Rajasthan Royals 170 (19.4) |
|                     |        | Mumbai Indians gewinnt mit 27 Runs |   |                             |

| 12. April Scorecard | Chennai | Royal Chall. Bangalore 205-8 (20)         | – | Chennai Super Kings 208-5 (20) |
|                     |         | Chennai Super Kings gewinnt mit 5 Wickets |   |                                |

| 12. April Scorecard | Mohali | Pune Warriors 115 (19)                | – | Kings XI Punjab 116-3 (17.4) |
|                     |        | Kings XI Punjab gewinnt mit 7 Wickets |   |                              |

| 13. April Scorecard | Kalkutta | Rajasthan Royals 131-5 (20)                 | – | Kolkata Knight Riders 137-5 (19.2) |
|                     |          | Kolkata Knight Riders gewinnt mit 5 Wickets |   |                                    |

| 14. April Scorecard | Pune | Chennai Super Kings 155-5 (20)      | – | Pune Warriors 156-3 (19.2) |
|                     |      | Pune Warriors gewinnt mit 7 Wickets |   |                            |

| 15. April Scorecard | Kalkutta | Kings XI Punjab 134-9 (20)         | – | Kolkata Knight Riders 132-7 (20) |
|                     |          | Kings XI Punjab gewinnt mit 2 Runs |   |                                  |

| 15. April Scorecard | Bangalore | Rajasthan Royals 195-2 (20)          | – | Royal Chall. Bangalore 136 (19.5) |
|                     |           | Rajasthan Royals gewinnt mit 59 Runs |   |                                   |

| 16. April Scorecard | Mumbai | Mumbai Indians 92 (19.2)               | – | Delhi Daredevils 93-3 (14.5) |
|                     |        | Delhi Daredevils gewinnt mit 7 Wickets |   |                              |

| 17. April Scorecard | Jaipur | Deccan Chargers 196-2 (20)             | – | Rajasthan Royals 197-5 (19.4) |
|                     |        | Rajasthan Royals gewinnt mit 5 Wickets |   |                               |

| 17. April Scorecard | Bangalore | Pune Warriors 182-6 (20)                          | – | Royal Chall. Bangalore 186-4 (20) |
|                     |           | Royal Challengers Bangalore gewinnt mit 6 Wickets |   |                                   |

| 18. April Scorecard | Mohali | Kings XI Punjab 124-7 (20)                  | – | Kolkata Knight Riders 127-2 (16.3) |
|                     |        | Kolkata Knight Riders gewinnt mit 8 Wickets |   |                                    |

| 19. April Scorecard | Delhi | Deccan Chargers 157-8 (20)             | – | Delhi Daredevils 162-5 (19.1) |
|                     |       | Delhi Daredevils gewinnt mit 5 Wickets |   |                               |

| 19. April Scorecard | Chennai | Chennai Super Kings 164-5 (20)          | – | Pune Warriors 151-7 (20) |
|                     |         | Chennai Super Kings gewinnt mit 13 Runs |   |                          |

| 20. April Scorecard | Mohali | Kings XI Punjab 163-6 (20)                        | – | Royal Chall. Bangalore 166-5 (19.3) |
|                     |        | Royal Challengers Bangalore gewinnt mit 5 Wickets |   |                                     |

| 21. April Scorecard | Chennai | Rajasthan Royals 146-4 (20)              | – | Chennai Super Kings 147-3 (20) |
|                     |         | Chennai Super Kings gewinn mit 7 Wickets |   |                                |

| 21. April Scorecard | Delhi | Pune Warriors 192-3 (20)          | – | Delhi Daredevils 172-7 (20) |
|                     |       | Pune Warriors gewinnt mit 20 Runs |   |                             |

| 22. April Scorecard | Mumbai | Mumbai Indians 163-6 (20)             | – | Kings XI Punjab 164-4 (19.3) |
|                     |        | Kings XI Punjab gewinnt mit 6 Wickets |   |                              |

| 22. April Scorecard | Cuttack | Deccan Chargers 126-7 (20)                  | – | Kolkata Knight Riders 127-5 (19) |
|                     |         | Kolkata Knight Riders gewinnt mit 5 Wickets |   |                                  |

| 23. April Scorecard | Jaipur | Royal Chall. Bangalore 189-3 (20)               | – | Rajasthan Royals 143-7 (20) |
|                     |        | Royal Challengers Bangalore gewinnt mit 46 Runs |   |                             |

| 24. April Scorecard | Pune | Pune Warriors 146-2 (20)               | – | Delhi Daredevils 148-2 (16) |
|                     |      | Delhi Daredevils gewinnt mit 8 Wickets |   |                             |

| 24. April Scorecard | Kalkutta | Kolkata Knight Riders      | – | Deccan Chargers |
|                     |          | Spiel wegen Regen abgesagt |   |                 |

| 25. April Scorecard | Mohali | Kings XI Punjab 168-3 (20)           | – | Mumbai Indians 171-6 (19.5) |
|                     |        | Mumbai Indians gewinnt mit 4 Wickets |   |                             |

| 25. April Scorecard | Bangalore | Royal Chall. Bangalore     | – | Chennai Super Kings |
|                     |           | Spiel wegen Regen abgesagt |   |                     |

| 26. April Scorecard | Pune | Deccan Chargers 177-4 (20)          | – | Pune Warriors 159-7 (20) |
|                     |      | Deccan Chargers gewinnt mit 18 Runs |   |                          |

| 27. April Scorecard | Delhi | Delhi Daredevils 207-5 (20)          | – | Mumbai Indians 170-9 (20) |
|                     |       | Delhi Daredevils gewinnt mit 37 Runs |   |                           |

| 28. April Scorecard | Chennai | Kings XI Punjab 156-8 (20)         | – | Chennai Super Kings 149-8 (20) |
|                     |         | Kings XI Punjab gewinnt mit 7 Runs |   |                                |

| 28. April Scorecard | Kalkutta | Kolkata Knight Riders 190-4 (20)          | – | Royal Chall. Bangalore 143-6 (20) |
|                     |          | Kolkata Knight Riders gewinnt mit 47 Runs |   |                                   |

| 29. April Scorecard | Delhi | Delhi Daredevils 152-6 (20)        | – | Rajasthan Royals 151-3 (20) |
|                     |       | Delhi Daredevils gewinnt mit 1 Run |   |                             |

| 29. April Scorecard | Mumbai | Deccan Chargers 100 (18.4)           | – | Mumbai Indians 101-5 (18.1) |
|                     |        | Mumbai Indians gewinnt mit 5 Wickets |   |                             |

| 30. April Scorecard | Chennai | Chennai Super Kings 139-5 (20)              | – | Kolkata Knight Riders 140-5 (19.4) |
|                     |         | Kolkata Knight Riders gewinnt mit 5 Wickets |   |                                    |

| 1. Mai Scorecard | Cuttack | Deccan Chargers 186-4 (20)          | – | Pune Warriors 173-5 (20) |
|                  |         | Deccan Chargers gewinnt mit 13 Runs |   |                          |

| 1. Mai Scorecard | Jaipur | Rajasthan Royals 141-6 (20)            | – | Delhi Daredevils 144-4 (15.2) |
|                  |        | Delhi Daredevils gewinnt mit 6 Wickets |   |                               |

| 2. Mai Scorecard | Bangalore | Royal Chall. Bangalore 158-5 (20)     | – | Kings XI Punjab 163-6 (19.5) |
|                  |           | Kings XI Punjab gewinnt mit 4 Wickets |   |                              |

| 3. Mai Scorecard | Pune | Pune Warriors 120-9 (20)         | – | Mumbai Indians 119-6 (20) |
|                  |      | Mumbai Indians gewinnt mit 1 Run |   |                           |

| 4. April Scorecard | Chennai | Chennai Super Kings 160-6 (20)          | – | Deccan Chargers 150-5 (20) |
|                    |         | Chennai Super Kings gewinnt mit 10 Runs |   |                            |

| 5. Mai Scorecard | Kalkutta | Kolkata Knight Riders 150-5 (20)         | – | Pune Warriors 143-8 (20) |
|                  |          | Kolkata Knight Riders gewinnt mit 7 Runs |   |                          |

| 5. Mai Scorecard | Mohali | Rajasthan Royals 177-6 (20)          | – | Kings XI Punjab 134-8 (20) |
|                  |        | Rajasthan Royals gewinnt mit 43 Runs |   |                            |

| 6. Mai Scorecard | Mumbai | Chennai Super Kings 173-8 (20)       | – | Mumbai Indians 174-8 (20) |
|                  |        | Mumbai Indians gewinnt mit 2 Wickets |   |                           |

| 6. Mai Scorecard | Bangalore | Deccan Chargers 181-2 (20)                        | – | Royal Chall. Bangalore 185-5 (18.5) |
|                  |           | Royal Challengers Bangalore gewinnt mit 5 Wickets |   |                                     |

| 7. Mai Scorecard | Delhi | Delhi Daredevils 153-9 (20)                 | – | Kolkata Knight Riders 154-4 (18.4) |
|                  |       | Kolkata Knight Riders gewinnt mit 6 Wickets |   |                                    |

| 8. Mai Scorecard | Pune | Pune Warriors 125-6 (20)               | – | Rajasthan Royals 126-3 (16.2) |
|                  |      | Rajasthan Royals gewinnt mit 7 Wickets |   |                               |

| 8. Mai Scorecard | Hyderabad | Kings XI Punjab 170-5 (20)          | – | Deccan Chargers 145-8 (20) |
|                  |           | Kings XI Punjab gewinnt mit 25 Runs |   |                            |

| 9. Mai Scorecard | Mumbai | Mumbai Indians 141-6 (20)                         | – | Royal Chall. Bangalore 142-1 (18) |
|                  |        | Royal Challengers Bangalore gewinnt mit 9 Wickets |   |                                   |

| 10. Mai Scorecard | Hyderabad | Deccan Chargers 187-4 (20)             | – | Delhi Daredevils 193-1 (16.4) |
|                   |           | Delhi Daredevils gewinnt mit 9 Wickets |   |                               |

| 10. Mai Scorecard | Jaipur | Rajasthan Royals 126-6 (20)               | – | Chennai Super Kings 127-6 (18.1) |
|                   |        | Chennai Super Kings gewinnt mit 4 Wickets |   |                                  |

| 11. Mai Scorecard | Pune | Royal Chall. Bangalore 173-3 (20)               | – | Pune Warriors 138-9 (20) |
|                   |      | Royal Challengers Bangalore gewinnt mit 35 Runs |   |                          |

| 12. Mai Scorecard | Kalkutta | Mumbai Indians 182-1 (20)          | – | Kolkata Knight Riders 155-4 (20) |
|                   |          | Mumbai Indians gewinnt mit 27 Runs |   |                                  |

| 12. Mai Scorecard | Chennai | Delhi Daredevils 114-5 (20)               | – | Chennai Super Kings 115-1 (15.2) |
|                   |         | Chennai Super Kings gewinnt mit 9 Wickets |   |                                  |

| 12. Mai Scorecard | Jaipur | Rajasthan Royals 170-4 (20)          | – | Pune Warriors 125-9 (20) |
|                   |        | Rajasthan Royals gewinnt mit 45 Runs |   |                          |

| 13. Mai Scorecard | Mohali | Deccan Chargers 190-4 (20)            | – | Kings XI Punjab 194-6 (20) |
|                   |        | Kings XI Punjab gewinnt mit 4 Wickets |   |                            |

| 14. Mai Scorecard | Bangalore | Royal Chall. Bangalore 171-6 (20)    | – | Mumbai Indians 173-5 (19.4) |
|                   |           | Mumbai Indians gewinnt mit 5 Wickets |   |                             |

| 14. Mai Scorecard | Kalkutta | Kolkata Knight Riders 158-6 (20)          | – | Chennai Super Kings 160-5 (20) |
|                   |          | Chennai Super Kings gewinnt mit 5 Wickets |   |                                |

| 15. Mai Scorecard | Delhi | Kings XI Punjab 136-8 (20)             | – | Delhi Daredevils 140-5 (19) |
|                   |       | Delhi Daredevils gewinnt mit 5 Wickets |   |                             |

| 16. Mai Scorecard | Mumbai | Kolkata Knight Riders 140-7 (20)          | – | Mumbai Indians 108 (19.1) |
|                   |        | Kolkata Knight Riders gewinnt mit 32 Runs |   |                           |

| 17. Mai Scorecard | Dharamsala | Chennai Super Kings 120-7 (20)        | – | Kings XI Punjab 123-4 (16.3) |
|                   |            | Kings XI Punjab gewinnt mit 6 Wickets |   |                              |

| 17. Mai Scorecard | Delhi | Royal Chall. Bangalore 215-1 (20)               | – | Delhi Daredevils 194-9 (20) |
|                   |       | Royal Challengers Bangalore gewinnt mit 21 Runs |   |                             |

| 18. Mai Scorecard | Hyderabad | Rajasthan Royals 126-8 (20)           | – | Deccan Chargers 128-5 (18.4) |
|                   |           | Deccan Chargers gewinnt mit 5 Wickets |   |                              |

| 19. Mai Scorecard | Dharamsala | Kings XI Punjab 141-8 (20)             | – | Delhi Daredevils 145-4 (18.2) |
|                   |            | Delhi Daredevils gewinnt mit 6 Wickets |   |                               |

| 19. Mai Scorecard | Pune | Kolkata Knight Riders 136-4 (20)          | – | Pune Warriors 102-8 (20) |
|                   |      | Kolkata Knight Riders gewinnt mit 34 Runs |   |                          |

| 20. Mai Scorecard | Hyderabad | Deccan Chargers 132-7 (20)         | – | Royal Chall. Bangalore 123-9 (20) |
|                   |           | Deccan Chargers gewinnt mit 9 Runs |   |                                   |

| 20. Mai Scorecard | Jaipur | Rajasthan Royals 162-6 (20)           | – | Mumbai Indians 163-0 (18) |
|                   |        | Mumbai Indians gewinnt mit 10 Wickets |   |                           |

### Playoffs
|  | Halbfinale (semi-finals) | Halbfinale (semi-finals) | Halbfinale (semi-finals) |       |                     | Vorschlussrunde (final) | Vorschlussrunde (final) | Vorschlussrunde (final) |                     |       | Finale (grand final)  | Finale (grand final) | Finale (grand final) |
|  |                          |                          |                          |       |                     |                         |                         |                         |                     |       |                       |                      |                      |
|  | 1                        | Delhi Daredevils         | 144/8                    |       |                     |                         |                         |                         |                     |       |                       |                      |                      |
|  | 2                        | Kolkata Knight Riders    | 162/4                    |       |                     |                         |                         |                         |                     | 2     | Kolkata Knight Riders | 192/5                |                      |
|  | 2                        | Kolkata Knight Riders    | 162/4                    | 1     | Delhi Daredevils    | 136                     |                         |                         |                     | 2     | Kolkata Knight Riders | 192/5                |                      |
|  |                          |                          |                          | 1     | Delhi Daredevils    | 136                     |                         | 3                       | Chennai Super Kings | 190/3 |                       |                      |                      |
|  |                          | 3                        | Chennai Super Kings      | 222/5 |                     |                         |                         | 3                       | Chennai Super Kings | 190/3 |                       |                      |                      |
|  | 3                        | 3                        | Chennai Super Kings      | 222/5 | Chennai Super Kings | 187/5                   |                         |                         |                     |       |                       |                      |                      |
|  | 3                        |                          |                          |       | Chennai Super Kings | 187/5                   |                         |                         |                     |       |                       |                      |                      |
|  | 4                        | Mumbai Indians           | 149/9                    |       |                     |                         |                         |                         |                     |       |                       |                      |                      |

#### Spiel A
| 22. Mai Scorecard | Pune | Kolkata Knight Riders 162-4 (20)          | – | Delhi Daredevils 144-8 (20) |
|                   |      | Kolkata Knight Riders gewinnt mit 18 Runs |   |                             |

#### Spiel B
| 23. Mai Scorecard | Bangalore | Chennai Super Kings 187-5 (20)          | – | Mumbai Indians 149-9 (20) |
|                   |           | Chennai Super Kings gewinnt mit 38 Runs |   |                           |

#### Spiel C
| 25. Mai | Chennai | Chennai Super Kings 222-5 (20)          | – | Delhi Daredevils 136 (16.5) |
|         |         | Chennai Super Kings gewinnt mit 86 Runs |   |                             |

#### Finale
| 27. Mai Scorecard | Chennai | Chennai Super Kings 190-3 (20)              | – | Kolkata Knight Riders 192-5 (19.4) |
|                   |         | Kolkata Knight Riders gewinnt mit 5 Wickets |   |                                    |